# 八戸臨海鉄道
八戸臨海鉄道株式会社（はちのへりんかいてつどう）は、日本貨物鉄道（JR貨物）・青森県・八戸市などが出資する、貨物輸送を目的とした第三セクター方式の鉄道事業者（臨海鉄道）である。

## 概要
日本で10番目に設立された臨海鉄道で、八戸港を走る貨物専用の鉄道路線（貨物線）を運営している。第三セクター鉄道であり、株主にはJRグループの貨物鉄道事業者であるJR貨物や地方公共団体である青森県・八戸市、八戸港に拠点を置く三菱製紙・八戸製錬などが名を連ねる。筆頭株主はJR貨物で、八戸臨海鉄道は同社の関連会社となっている。本社は設立以来、八戸駅近くの八戸市一番町1丁目にあったが、2021年（令和3年）9月21日をもって、同社八戸貨物駅の駅事務所2階に移転した。
手がける事業は貨物線の運営のほか、JR貨物の駅業務の受託、青い森鉄道の一部業務の受託などである。

## 沿革
- 1970年（昭和45年）
  - 7月30日 - 会社設立[1]。
  - 12月1日 - 鉄道線開業[1]。
- 2002年（平成14年）12月1日 - 青森県より青い森鉄道線の保線・保守業務の受託を開始[6]。
- 2010年（平成21年）12月4日 - 青い森鉄道線の保線・保守業務の受託を解除。代わって、駅構内清掃及びラッシュ時における一部無人駅の改札業務を青い森鉄道より受託。
- 2021年（令和3年）9月21日 - 本社事務所を同社八戸貨物駅の駅事務所2階に移転[5]。

## 路線
- 八戸臨海鉄道線：八戸貨物駅 - 北沼駅間 8.5 km

## 車両

### 現有車両

#### ディーゼル機関車

##### 八戸臨海鉄道線

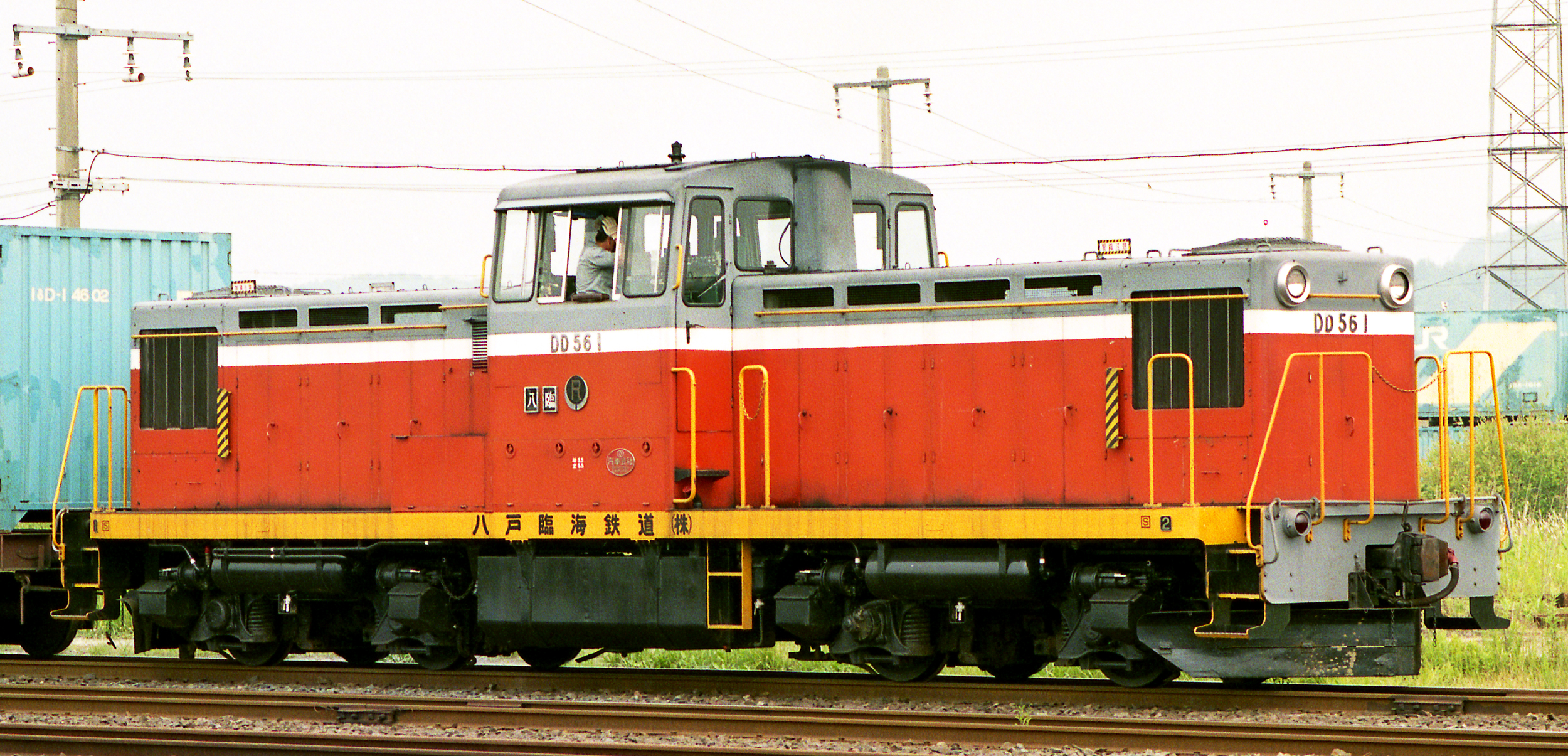
DD56 1（1994年）

DD56形（1 - 4、現存はDD56-4のみ）
1-2号機は、1970年（昭和45年）の八戸臨海鉄道線開業時にあわせて導入された本線用ディーゼル機関車である。汽車製造で製造された（製造番号3491、3492）。国鉄DD13形の最終ロットに準じた設計で、自重は 56 t、最大寸法は長さ 13,600 mm、高さ 3,879  mm、幅 2,846  mm。台車はDD13形のDT113形台車に似たウィングばね式を履く。エンジンは2基あり、1基あたり500馬力の出力を有する。
1981年（昭和56年）には、ボンネットの構造などを変更した川崎重工業製の3号機が導入され合計3両となったが、2007年（平成19年）12月に1号機が廃車されている。
塗装は国鉄DD13形に準じた朱色であったが、2007年9月に3号機、次いで翌2008年（平成20年）10月に2号機が水色の塗装に変更された。なお、2号機のボンネットには南部地方の民芸品「八幡馬」、3号機のボンネットには八戸市の鳥・ウミネコが描かれている。
2-3号機は、2020年（令和2年）4月1日付で廃車となった。
4号機は、在来機の老朽化対策として2014年（平成26年）に新製されたもの。4動軸で56 t級であることから同じDD56とされているが、北陸重機工業による新設計機で、1-3号機とは全く異なる。全長14,500mm・全高3,990mm・全幅2,970 mm、主機関新潟原動機6L16Cx直列6気筒600ps2基、台車形式HD001。当初から水色の塗色となっている。
- DD56 1（1994年）

DE10形（1761）
東日本旅客鉄道（JR東日本）より譲渡されたDE10 1761号機が在籍。

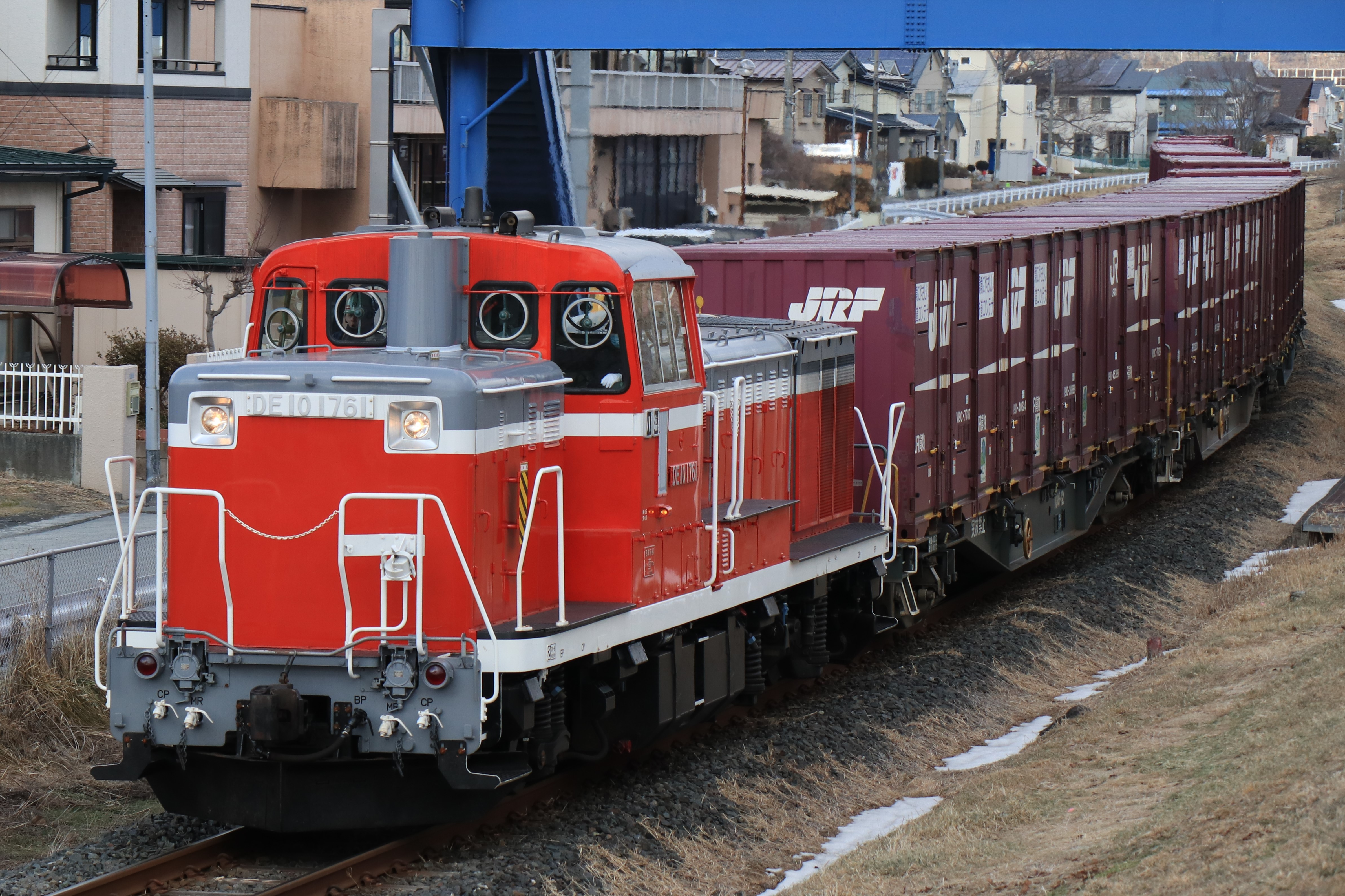
DE10 1761（2021年）

##### 三菱製紙専用線
DD35形（1 - 3、現存は1・3号機のみ）
いずれも八戸通運が所有し三菱製紙専用線（北沼駅接続）で使用するスイッチャーである。各機の履歴・形態は大きく異なる。
1号機は1974年（昭和49年）に日本車輌製造が製造した自重 35 t の機関車である。八戸線の本八戸駅貨物取扱所に接続する青森県営専用線で八戸通運が使用していたスイッチャーで、2006年（平成18年）6月の県営専用線廃止に伴って北沼駅に移籍した。八戸臨海鉄道の車籍を有しているかは不明。
2号機は日本車両製造製で、自重 35 t、長さ 10,750 mm、高さ 3,720 mm、幅 2,720 mm。180馬力のエンジン（DMH17C形）を2基搭載する。運転室の窓に旋回窓を設置するなど、寒冷地仕様の機関車である。1974年（昭和49年）の製造で秋田臨海鉄道が所有していた（番号はDD35 2）が、輸送量減少により1977年（昭和52年）に秋田臨海鉄道では廃車、八戸通運に譲渡された。同年12月より八戸臨海鉄道の車籍となった。その後、日本カインズに譲渡された。
3号機は、2020年（令和2年）北陸重機工業製35tディーゼル機関車である。同年から運用を開始した。なお、本機の導入に伴う代替廃車は明らかでない。

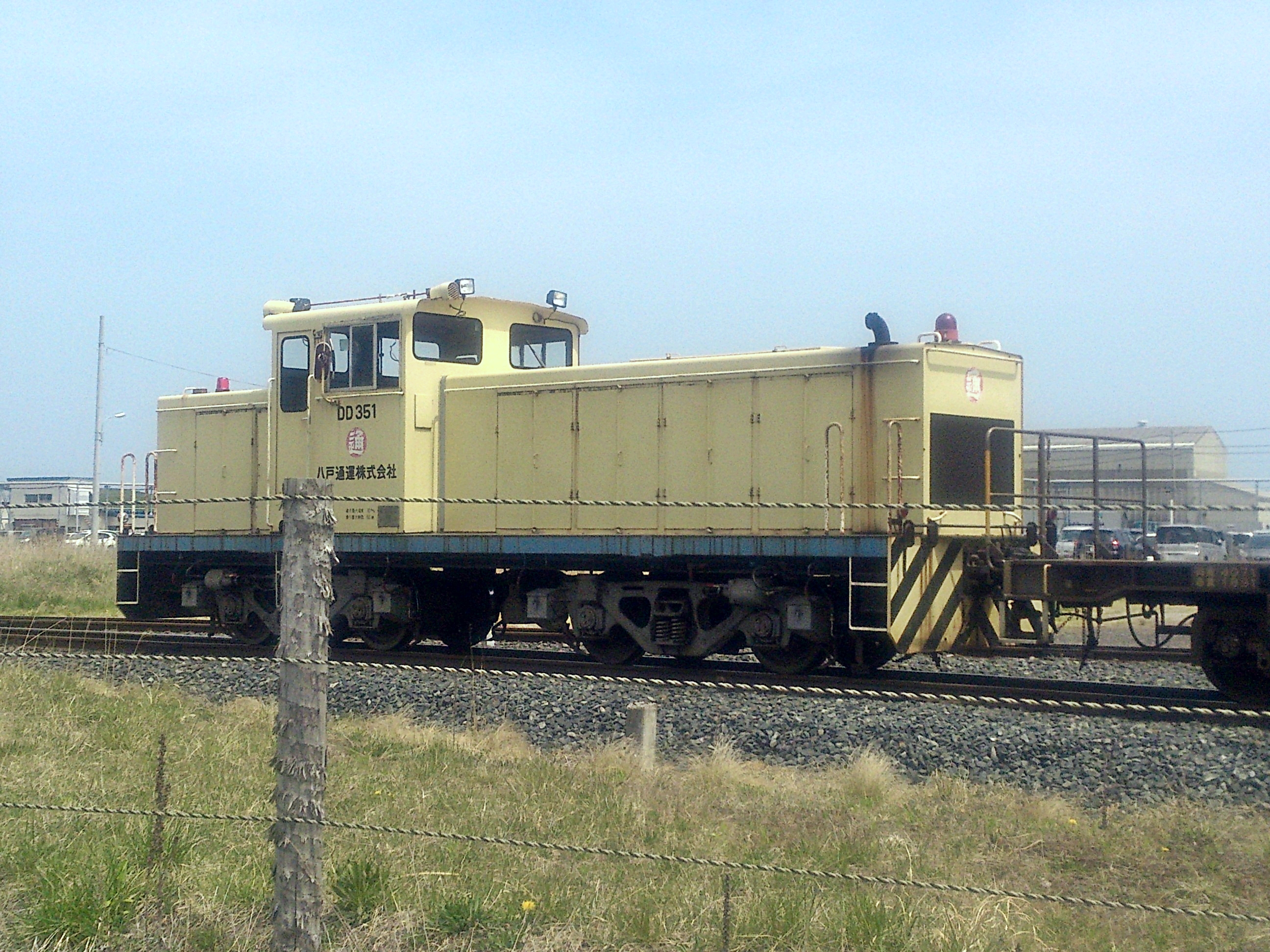
DD35 1
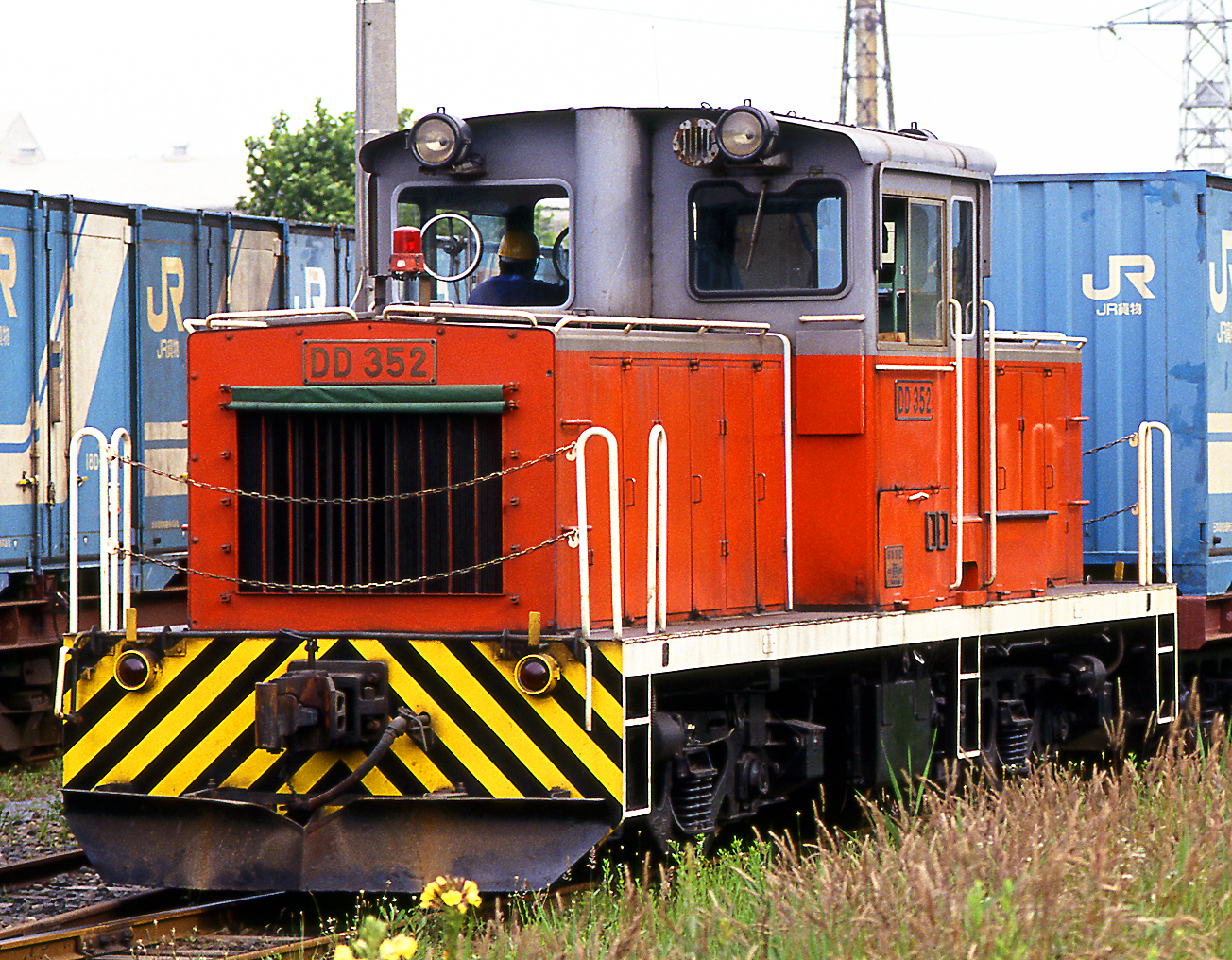
DD35 2

D727
1962年（昭和37年）に日立製作所で製造。メーカー型式はHG-35BB。DD35形と同じく、八戸臨海鉄道の車籍がある八戸通運所有のスイッチャーで、三菱製紙専用線で使用されている。自重 35 t、長さ 10,750 mm、高さ 3,175 mm、幅 2,730 mm。180馬力のエンジン（DMH17C形）を2基搭載する。
常磐炭鉱専用線のDL-8号機として製造されたとされる。その後青梅線奥多摩駅に接続する奥多摩工業専用線のD727号機となった。1998年（平成10年）に八戸通運に譲渡され、同年4月より八戸臨海鉄道の車籍を持つ。

### 過去の車両

#### ディーゼル機関車
DD451
1970年（昭和45年）に新潟鉄工所で製造された45t機。常磐火力専用線D451から高崎運輸DD451となり1995年（平成7年）に入線。
三菱製紙専用線で使用されていたがD727に代替されて廃車となった。
DC3001
1968年（昭和43年）に協三工業で製造された30t L型機。八戸臨海通運から1977年（昭和52年）に譲受。
三菱製紙専用線で使用されていたが1985年に廃車された。
DD16（303）
2009年（平成21年）にJR東日本から長野総合車両センターのDD16 303号機を譲り受けた。
2022年（令和4年）6月限りで定期運用を離脱した。現在は主に機関車運転体験会や撮影会等で使用されている。

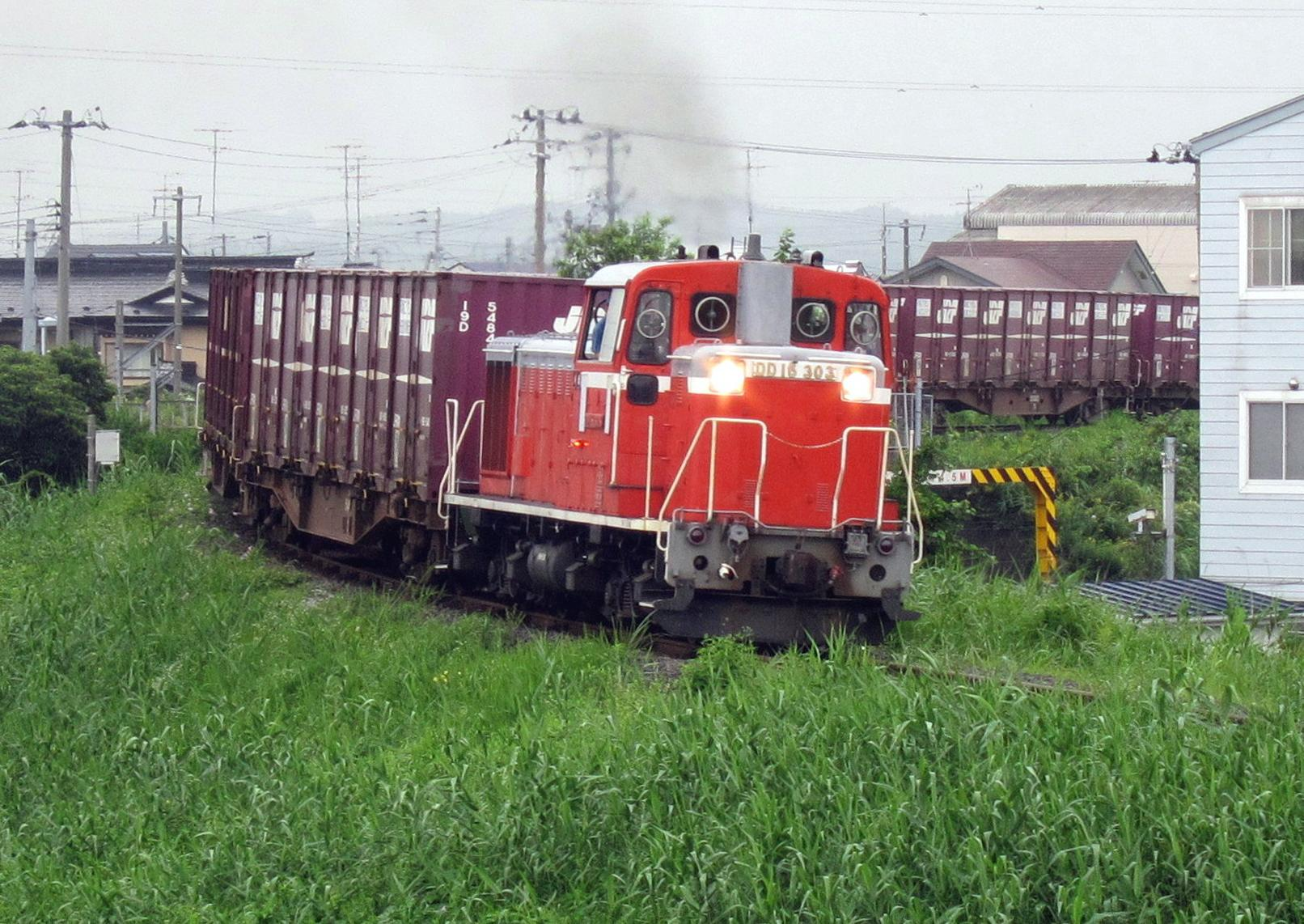
DD16 303（2010年）

#### 貨車
ホキ800形（ホキ1734・1738・1758・1759）
JR東日本が所有するホキ800形4両を譲り受けた貨車である。青森県から受託していた青い森鉄道線の保線業務の実施のために、バラスト散布用のホッパ車として購入したもの。同線での作業時はJR貨物の機関車に牽引されて使用された。2010年（平成22年）の受託解除後はほとんど使用されず、2024年（令和6年）3月31日付で全車廃車となった。

### 機関車の検査体制
機関車の全般検査は、1995年以前は川崎市川崎区（神奈川臨海鉄道塩浜機関区隣接）の森工業に委託しており、車体関係は同社の出張作業により八戸貨物駅の機関区で、台車・エンジン・変速機等は機関車から取り外して同社工場に移送して、それぞれ検査を施行していた。1996年からは、JR貨物グループ内で可能な業務はグループ内の経営資源を活用する方針に基づき、検査委託先を福島臨海鉄道に変更し、機関車を甲種鉄道車両輸送により同社小名浜機関区へ移送して検査を施行していた。
その後、JRからの譲受機の導入等もあり再び検査体制は変更され、2016年の全般検査施行はJR東日本の秋田総合車両センターとなり、入場時はトラックによる陸送、出場時は甲種鉄道車両輸送で行われた。

## 受託業務
JR貨物から八戸貨物駅の貨物営業・構内入換作業を受託している。過去には東青森駅・弘前駅の貨物営業・構内入換作業及び青森信号場の構内入換作業も受託していた。
2010年（平成22年）までは、青森県から青い森鉄道線の保線管理を受託していた。同線の八戸 - 青森間開業以降は、同線の運輸管理所の構内入換作業や、車両・駅構内の清掃作業を受託している。

## 子会社
- 臨海サービス株式会社